# 자유지상주의
자유지상주의(自由至上主義, 영어: Libertarianism 리버테리아니즘[*]) 또는 자유의지주의(自由意志主義), 자유인주의(自由人主義)는 자유를 핵심원칙으로 간주하는 정치 철학과 운동의 집합체를 말한다. 자유지상주의자는 정치적 자유와 자율성을 극대화 시키고자 하며, 선택의 자유, 자발적 결사 같은 개인의 권리를 중시하며 개인주의를 강조한다. 자유지상주의자는 권위와 국가권력에 회의적이지만, 이들은 현존 정치, 경제 체제에 대하여 반대하는 것에서 서로 다른 입장 취한다. 다양한 학파의 자유지상주의자들은 국가의 합법적 기능과 사적 권력에 대하여 다양한 견해를 제시하며, 종종 강제적 사회 기관에 대한 제한이나 해체를 주장한다. 좌파 자유지상주의의 경우  자본주의의 폐지를 지향하고 생산수단의 사적소유에 반대하며, 생산수단에 대한 공유를 지지한다. 이들은 사유재산이 진정한 자유를 가로막는 장벽이라고 생각한다. 소정부주의(Minarchism)나 아나코 캐피날리즘 같은 우파 자유지상주의의 경우 반대로 자유방임 및 자본주의를 지지하며 사유재산을 강하게 옹호한다.

## 어원

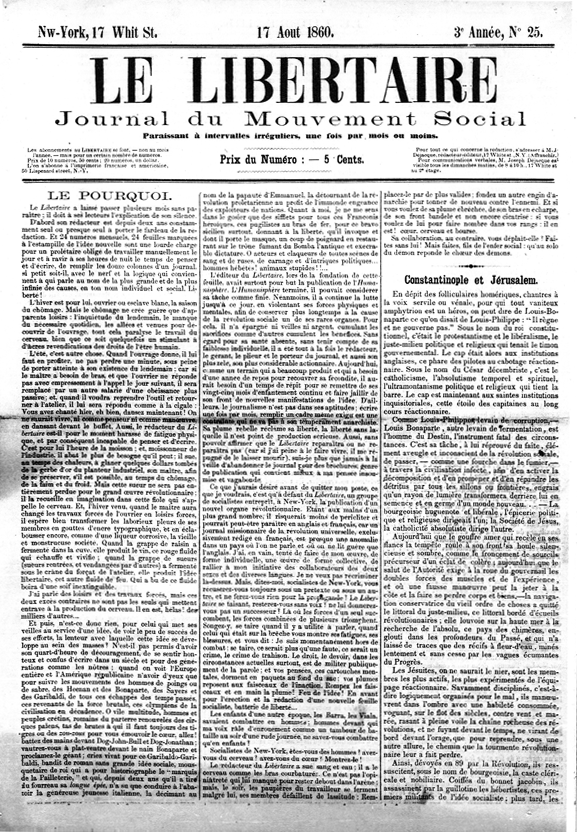
Le Libertaire, Journal du mouvement social. 조제프 데자크에 편집되었던 아나르코공산주의 출판물. 뉴욕판의 1860년 8월 17일자 사본이다.

윌리엄 벨샴(William Belsham)은 형이상학적 맥락에서 작성한 글에서 자유지상주의라는 용어를 사용했다. "자유지상주의자는" 자유의 옹호자, 특히 정치 측면의 자유의 옹호자를 의미하는 말로 사용되기도 했는데,  London Packet이 1796년 2월 12일에 인쇄한 글에서 다음과 같이 언급되어 있다. "최근에 450여명의 프랑스 자유지상주의자들이 감옥에서 나왔다". "The Author of Gebir"에 의해 작성된 짧은 시에서 이런 맥락에서 이용어를 사용한 기록이 있다.
이 문서에서와 같이 "자유지상주의자"를 새로운 정치적 입장을 나타기 위해 사용한 최초의 용례는 1857년 프랑스의 자유지상주의적 공산주의자인 조제프 데자크가 상호주의적 아나키스트인 피에르죠셉 프루동에게 보낸 편지에 등장하는 Libertaire에 그 기원이 있다. 이후 데쟉크는 ‘Le Libertaire, Journal du Mouvement Social’ 라는 아나키스트 저널을 발행했으며, 이것은 뉴욕에서 1858에서 1861년까지 발행되었었다. 이후 이 용어가 사용된 기록은 프랑스 르 아브르 지역에서의 아나키스트 의회에서(1880년 11월 16-22일) 자유지상주의적 공산주의(Libertarian Communism)라는 형태로 나타났다. 다음해 1월 프랑스에서 ‘Libertarian or Anarchist Communism’ 라는 선언문이 발행되었다. 마침내 아나키스트 세바스티앙 포르와 루이즈 미셸이 프랑스에서 La Libertaire를 출간했다. 이 시기엔 프랑스 정부에서 아나키스트 출판물을 금지 시켰기 때문에 Libertaire 라는 용어는 검열을 피하기 위한 용도 아나키즘과 동의어로서 자주 사용되었다.
"자유지상주의"라는 용어가 미국에서 고전적 자유주의와 동의어처럼 언급된 것은 1955년 5월이 처음이며, 레너드 리드(Leonard Read)의 동료이자 고전적 자유주의자인 딘 러셀(Dean Russell)에 의해서다. 그는 다음과 같은 주장으로서 이 용어의 선택을 정당화했다. "우리 중 많은 사람들이 스스로를 '자유주의자(Liberals)'라고 부른다. 그리고 진실로 자유주의자라는 용어는 본래 개인을 중시하고 대규모 강제력을 우려하는 이들을 묘사하는 용어였다. 그러나 좌파들은 한때 자랑스러웠던 그 용어를 더욱 확대된 국유화와 사람에 대한 더욱 많은 통제를 지지하는 그들 자신을 가리키기 위해 이 용어를 택함으로써 그것을 오염시켰다. 그 결과로서 자유를 믿는 우리는 우리를 자유주의자라고 언급할 때, 우리는 오염되지 않은 고전적 맥락에서의 자유주의자라고 그것을 설명해야 했다. 기껏해야, 이것은 어색한 오해의 대상이 되었을 뿐이다. 그러니 제안이 하나 있다. 자유를 사랑하는 우리를 상징하기 위해, 훌륭하고 영광스러운 용어인 '자유지상주의자'를 사용하자."
이후, 미국에서 고전적 자유주의의 신념을 가진 이들이 늘어남에 따라, 그들은 자신을 "자유지상주의자"라고 부르기 시작했다. 이런 맥락에서 자유지상주의가 대중화되는 것에 가장 책임이 있는 인물은 머레이 로스바드(Murray Rothbard)다. 그는 다음과 같이 언급한적이 있다.
| “ | 우리의 부흥에 있어서 한가지 만족스러운 측면은 우리의 적에게서 중대한 단어를 얻어내었다는 것이다. '자유주의자(liberal)'라는 단어는 본래 자유방임적 자유지상주의자들을 위한 용어였지만, 이 말은 좌익 국가주의자들에게 장악되었고, 1940년대에 이르러서는 우리가 자신을 무기력하게 '진짜', 혹은 '고전적' 자유주의자라고 부르게 만들었다. '자유지상주의자'는 반대로, 공산주의나 생디칼리즘 형태의 반사유재산 아나키스트 같은 좌익 아나키스트들을 가리키는 고상한 용어였지만, 이제 우리가 이 말을 가져가게 되었다. | ” |
|   | — Murray Rothbard, The Betrayal of the American Right, p 83 |   |

미국에서 자유지상주의란 재정보수주의와 문화적 자유주의의 관점을 함께 가진다고 묘사되며, 이것은 종종 외교적인 측면에 있어서 비개입주의와 연관된다.
"자유지상주의"라는 용어는 국제적으로 사회주의자들을 언급하는데 사용되어 왔지만, 미국에서의 용례는 그 기원에서 벗어나있다.

## 철학
좌파, 우파 자유지상주의자들 간에 “다양한 주제에서 반대되는 뚜렷한 이데올로기의 구분이 존재한다”. 모든 종류의 자유지상주의자들은 시민의 자유를 위해 중시되는 개인의 자율권에 대한 신념과 함께 국가를 축소하거나 제거하고자 한다.
좌파 자유지상주의자들은 지구의 천연 자원은 모두에게 평등주의적인 형태로 누구도 소유해서는 안되거나 공유되어야 한다고 주장한다. 힐렐 스타이너(Hillel Steiner ), 피터 발렌타인(Peter Vallentyne), 필립 판 파레이스(Philippe Van Parijs), 마이클 오츠카(Michael Otsuka ), 데이비드 엘러만(David Ellerman)등은 토지가 타인에게 충분할 만큼 남겨져 있거나 사유재산의 배제적인 효과를 보상하게 위해 사회에 의해 과세되어야 한다고 주장했다. 자유지상주의적 사회주의자들(사회적 그리고 개인주의적 아나키스트, 자유지상주의적 마르크스주의, 평의회 공산주의, 룩셈부르크주의, 드레온주의 등) 사용수익권을 주장하며, 공산주의, 생디칼리즘 상호주의 같은 사회주의 경제 이론을 주장한다. 그들은  국가는 사유재산의 수호자라고 비판하며 자본주의는 임금 노예제를 유발한다고 비판한다.
우파 자유지상주의는 20세기 중반 미국에서 개발되었으며 그 지역에서 가장 잘알려진 형태의 자유지상주의이다. 이것은 고전적 자유주의의 연장 혹은 급진화로 간주된다. 우파 자유지상주의자들은 좌파 자유지상주의자들과 함께 사회적 자유에 대한 신조를 공유하지만, 자본주의의 조건을 강제하는 사회 기관을 중시하며, 반대로 경제 간섭 등의 형태로 기관이 작동하는 것에 대하여 개인에게 강제력을 행사하고  경제적 자유에 방해되는 것으로 간주하며 거부한다. 아나코 캐피탈리스트는 사적 안보 서비스를 지지하며 미나키스트는 야경국가 체제를 지지한다.

### 개인의 자율권
아나키즘은 자유를 자율권의 한 형태로서 간주한다. 폴 굿맨(Paul Goodman)은 이를 다음과 같이 묘사했다. “진짜 문제와 이용가능한 수단을 알지 못하는 권위의 명령 없이, 그 자신의 방식대로 일을 시작하고 수행하는 능력”.
우파 자유지상주의자들은 비침해 원칙, 비침해성 공리(NAP)를 그들의 핵심적인 신념으로 간주한다.

### 민권
자유지상주의자들은 성과 양심 같은 것을 포함하여, 여러 자유의 열렬한 지지자들이자 활동가들이다. 이 활동에 있어서 그들은 자유를 일부 제한하려 하는 국가와 종교기관과 자주 충돌해 왔다. 아나키즘은 그것이 탄생할때부터 자유연애의 열렬한 지지자였다. 이후 아나키즘에서 자유연애론은 무정부 여성주의 및 성소수자의 권리와 관련하여 그 경향이 두드러지게 나타났다. 오늘날에는 포르노와 BDSM, 성산업 과 관련하여서도 의견을 내고 활동을 하고 있다.

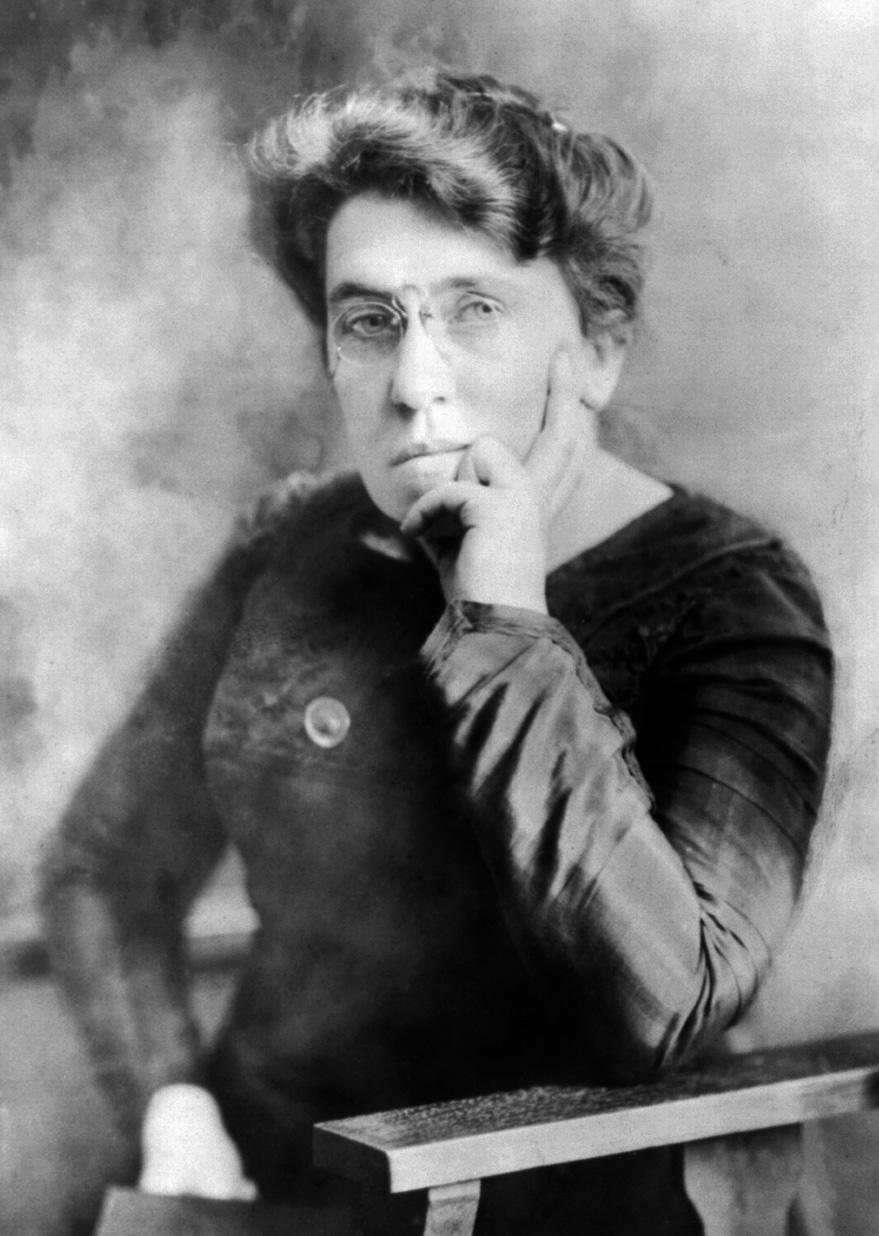
유명한 아나카 페미니스트, 자유연애, 자유사상 활동가인 엠마 골드만

무정부 여성주의는 정부의 강제적인 측면을 가부장제의 확장으로 보는 것에서 등장하였다. 이것은 19세기말 초기 아나카 페미니스트인 루시 파슨스, 엠마 골드만, 볼테린 드 클레어와 버지니아 볼튼 같은  이들에게 커다란 영향을 받았다. 아나카 페미니스트들은 급진적 페미니스트들처럼 가족과 교육, 성역할 등에 관련된 전통적 개념을 폐지하길 원한다. 또한 의회 공산주의자인 실비아 팽크허스트 역시 페미니즘 활동가이자 자유지상주의적 마르크스주의자였다. 아나키스트들은 성소수자 이슈에 관련하여서도 선구적인 관심을 가졌다. 아나키즘의 중요한 요소 중 하나는 자유연애이다. 아나키즘에서 자유연애론의 뿌리는 때때로 죠슈아 워렌과 실험 공동체까지 거슬러 올라간다고 본다. 자유연애론은 특히 여성의 권리를 강조하는데, 결혼이나 재생산에  관련해서 여성에게 법이 억압적으로 작용하기 때문이다.
자유지상주의적 사회주의자들은 전통적으로 종교적 조직에 회의적이고 비판적이여 왔다. 자유사상이란 권위, 전통, 도그마가 아니라 과학과 논리, 이성을 바탕으로 의견을 형성할 수 있어야 한다는 관점이다. 자유사상을 사고에 적용하는 것을 “자유사고”라고 부르며 자유사고의 실천자들을 “자유사상가”라고 부른다. 미국에서 자유사상 운동은 기본적으로 반기독교적이고 반교권적이였는데, 이들이 자율적인 사고 형성을 방해해 왔기 때문이다. 아나키스트 출판물인 리버티의 기고자들 중에선 아나키즘과 함께 자유사상에 관심을 가진 이들을 여럿 찾아볼 수 있었다. 개인주의적 아나키스트 조지 맥도날드는 Freethought과 The Truth Seeker의 공동 편집자였다.  E.C. Walker은 자유사상, 자유연애에 관련된  Lucifer, the Light-Bearer라는 저널의 공동 편집자였다.  en:Free Society는 19세기 말에서 20세기 초사이에 미국에서 가장 주요한 아나키스트 신문이였다. 그 출판물은 자유연애와 여성의 권리를 열렬하게 옹호했으며 콤스탁법(성적 정보에 대한 검열)을 비판했다. 1901년에는 카탈로니아의 아나키스트이자 자유사상가인 :en 프란시스코 페레르 구아르디아는 가톨릭 교회에게 제어 당하는 교육 시스템에 반대하기 위해 바르셀로나에 자유학교(혹은 진보학교)를 설립했다. 학교의 목적은 노동계급을 이성적이고 세속적이며 자율적인 사람으로 교육하는 것이였다. 맹렬한 반교권주자였던 페레르는 권위와 국가 교회로부터 영향을 받지 않는, “교육의 자유”에 대한 믿음이 있었다. 이후 20세기에는 오스트리아의 프로이트 마르크스주의자이자 일관된 성해방 선전가인  빌헬름 라이히가 있었다. 그는 비엔나에서 노동계급 환자들을 위해 성상담 클리닉을 열었었고, 1940년대 그의 책을 통하여 “성혁명”이라는 용어를 만들기도 했다. 1970년대에는 Alex Comfor 라는 아나키스트가 성 메뉴얼인 The Joy of Sex와  More Joy of Sex등을 써서 국제적인 명성을 얻기도 했다.

### 국가
거의 대부분의 좌파 자유지상주의자들과 아나키스트들은 국가는 본질적으로 개인의 자율권을 침해한다고 믿는다. “로버트 폴 울프(Robert Paul Wolff )가 언급했듯이 ‘국가가 지배할 권리를 가진 권위’인 이상 국가를 거부하는 아나키즘은 개인만이 그의 도덕적 제약의 판단자라는 자율권과 일치하는 유일한 정치적 교리다”. 사회적 아나키스트는 국가는 사유재산의 수호자라고 간주하며, 시장지향 좌파 자유지상주의자들은 이른바 자유시장은 실제로 국가에 의해 받은 특권으로 구성된 것으로 간주한다. 시장지향 좌파 자유지상주의자들은 국가에 의한  그런 특권에서 벗어난 해방된 시장(Freed Market)을 주장한다.
국가의 정당성의 여부에 대하여 우파 자유지상주의자들 간에는 논쟁이 존재한다. 아나코 캐피탈리스트는 국가를 폐지하길 원하지만, 미나키스트는 최소국가를 지지한다. 미나키스트들은 국가가 개인을 침략, 도둑질, 계약 위반 및 사기에 보호하기 위해 필요하다고 주장한다. 그들은 정부의 합법적인 형태는 오직 군사, 경찰, 법원 등에 한정된 것으로 간주하며 어떤 경우엔 소방, 감옥, 행정과 입법의 형태까지 그 범위가 확장되기도 한다. 그들은 국가가 비침해 원칙을 행사하기 위한 논리적 결과라며 국가를 정당화하고, 아나키즘은 비침해 원칙을 강제할 수 없기 때문에 비도덕적이라고 주장한다.
아나코 캐피탈리스트는 정부는 사람들을 향해 강제력을 행사하기 때문에 국가는 비침해 원칙을 침해한다고 주장한다.

### 사유재산
좌파 자유지상주의자들은 천연자원에 노동력을 합치는 것이 완전한 사유재산권을 형성하지는 못한다고 믿는다. 그들은 천연자원이 평등주의적인 형태로 누구도 소유해선 안되거나 공유되어야 한다고 주장한다.
우파 자유지상주의자들은 천연자원에 노동력을 합치는 것으로 완전한 소유권을 주장할 수 있다고 믿는다.

### 경제
좌파 자유지상주의자들(사회적 그리고 개인주의적 아나키스트, 자유지상주의적 마르크스주의자, 좌익 시장 아나키스트)은 공산주의, 생디칼리즘, 상호주의 같은 사회주의 이론을 주장한다. 다니엘 게랭은 다음과 같이 언급한 적이 있다. “아나키즘은 진실로 사회주의와 동의어이다. 아나키스트는 인간에 의한 인간의 착취를 폐지하고자 하는 사회주의자다. 아나키즘은 자유를 강조하며 국가를 폐지하고자 하는 사회주의의 흐름의 하나다”.
우파 자유지상주의자들은 오스트리아 학파나 시카고 학파의 경제 이론을 지지하며 자유방임 자본주의를 지지한다.

### 임금 노동
임금 노동은 사회주의자들과 아나코 생디칼리스트들에게 임금 노예제로 간주된다. 결과적으로 “임금 노예”라는 용어는 종종 임금 노동에 대한 멸칭으로써 사용된다. 이런 시각의 옹호자들은 인간 주인 밑에서 노예가 되는가, 자본 밑에서 노예가 되는가의 차이만이 존재할 뿐이라고 간주한다. 노예제 변명론자인 조지 피츠휴(George Fitzhugh)는 노동자들이 “지속적으로 감염된 사회의 분위기를 흡입하고 그에 익숙해져서” 오직 임금 노동만을 받아 들이게 되었다고 주장했다.
노엄 촘스키에 따르면 임금 노예제의 심리적 함의는 계몽시대로까지 거슬러 올라간다. 고전적 자유주의 사상가 빌헬름 폰 훔볼트는 1791년 그의 저서인 “On the Limits of State Action”에서 다음과 같이 주장한 적이 있다. “사람 자신의 자유로운 선택에서 비롯되지 않았거나 오직 지시와 지도의 결과일 뿐인 모든 행동은 그 자신의 천성에 들어맞지 않는 행위이다. 그는 진정한 인간적 에너지와 함께 그것을 수행하지 않았으며, 단지 기계적 정확성을 가지고 수행했을 뿐이다.” 그리고 노동자가 외부의 통제하에 일할 때 “우린 그가 한 일에 대하여 감탄할 수 있지만, 그가 무엇인지에 대하여 경멸한다.” 상품으로서의 노동은 맑스주의자들이 임금 노동을 바라보는 시각이며, 자본주의에 대한 근본적인 반대를 제공하는 요소이다.  존 넬슨(John Nelson) 다음과 같이 지적한 적이 있다. “상품으로서의 노동력은 마르크스가 자본주의의 임금 체계를 임금 노예제로 낙인찍은 이유를 확인하게 한다. 이것은 노동자의 조건을 노예상태로 전락시키기 위한 자본주의의 도구다.” 이런 반대는 마르크스가 임금 노동이 자본주의의 기초라고 주장한 것에서 비롯된다. “임금에 의존해야 하는 계급이 존재하지 않고, 모든 개인이 서로를 자유로운 인간으로서 마주하게 될때, 그곳은 잉여 가치의 생산이 존재하지 않는 세계일 것이다. 잉여 가치의 생산이 없다면 자본주의적 생산 양식 또한 없을 것이며, 그러므로 자본도 없고 자본주의자도 없을 것이다!”

## 주요 흐름

### 좌파 자유지상주의

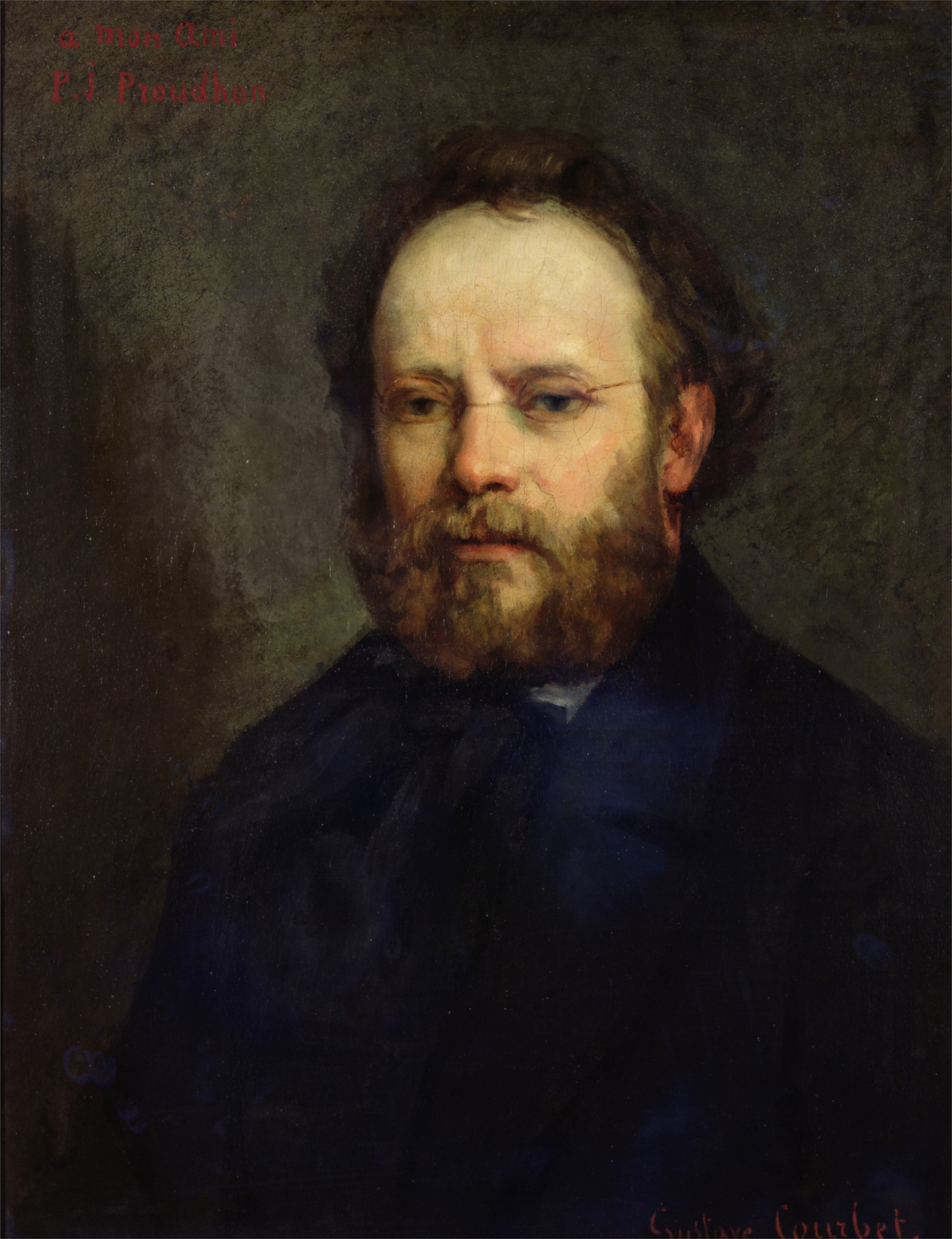
상호주의를 제창한 피에르조제프 프루동

좌파 자유지상주의는 개인의 자유와 함께 사회적 평등을 강조한다. 고전적인 용례로써 좌파 자유지상주의는 반권위주의적 좌익 정치와 동의어로 간주되며, 아나키즘과 자유지상주의적 마르크스주의를 비롯한 여러 경향을 포함한 자유지상주의적 사회주의를 의미한다. 좌파 자유지상주의는 힐렐 스타이너(Hillel Steiner ), 피터 발렌타인(Peter Vallentyne), 필립 판 파레이스(Philippe Van Parijs) 같은 학계의 철학자들을 가리키는 입장으로 언급되기도 하는데 이들은 자기소유를 천연 자원에 대한 평등주의적 관점과 혼합했다.
좌파 자유지상주의자들은 동산(Personal Property)에 대하여 존중하는 한편, 천연 자원에 노동력을 혼합하면 완전한 권리를 얻게 된다는 사유재산(Private Property)의 개념에 회의적이거나 전면적으로 반대한다. 그리고 천연 자원(토지, 기름, 금광, 초목)이 평등주의적인 형태로 누구도 소유해선 안되거나 공유되어 한다고 주장한다. 사유재산권을 지지하는 좌파 자유지상주의자들은 지역 사회에 보상을 제공한다는 제약아래 그런 입장을 취한다. 많은 좌파 자유지상주의자들은 공산주의 학파에 속하며, 화폐를 노동 교환권이나 분권화 계획으로 대체하고자 한다.
한편  프루동의 상호주의와 사무엘 에드워드 콘킨 III(Samuel Edward Konkin III)의 아고리즘(Agorism)을 포함한 좌익 시장 아나키즘은 좌파의 관심사를 사회주의 자유시장의 패러다임 안에서 해결하길 원한다.

### 우파 자유지상주의
우파 자유지상주의는 소극적 권리와 자연법 등을 강조하는 정치 철학이며 현대 복지국가의 주요한 반전 형태이다. 우파 자유지상주의자들은 사유재산권을 강하게 지지하며 천연자원이 시장을 통해 분배되어야 한다는 관점을 강하게 옹호한다. 이런 입장은 천연 자원이 평등주의적인 형태로 누구도 소유해선 안되거나 공유되어야 한다고 주장하는 좌파 자유지상주의와는 대조를 이룬다. 우파 자유지상주의는 아나코 캐피탈리즘, 자유방임, 미나키즘을 포함한다.

## 대표적인 정당
- 자유당 (미국)

## 실례
- 클린트 이스트우드는 공화당에 표를 던졌지만, 자신은 자유지상주의에 가깝다고 했다.
- 노엄 촘스키는 자신을 리버테리안 사회주의자로 부른다.[86]

## 같이 보기
- 좌파 자유지상주의
- 우파 자유지상주의
- 좌익 시장 아나키즘 (Left-wing market anarchism)
- 국가주의
- 반국가주의
- 개인주의

## 내용주
1. ↑    - Marshall, Peter (2008). Demanding the Impossible: A History of Anarchism. London: Harper Perennial. p. 565. "In its moderate form, right libertarianism embraces laissez-faire liberals like Robert Nozick who call for a minimal State, and in its extreme form, anarcho-capitalists like Murray Rothbard and David Friedman who entirely repudiate the role of the State and look to the market as a means of ensuring social order".
  - Goodway, David (2006). Anarchist Seeds Beneath the Snow: Left-Libertarian Thought and British Writers from William Morris to Colin Ward. Liverpool: Liverpool University Press. p. 4. ISBN 1846310253, ISBN 978-1846310256. "'Libertarian' and 'libertarianism' are frequently employed by anarchists as synonyms for 'anarchist' and 'anarchism', largely as an attempt to distance themselves from the negative connotations of 'anarchy' and its derivatives. The situation has been vastly complicated in recent decades with the rise of anarcho-capitalism, 'minimal statism' and an extreme right-wing laissez-faire philosophy advocated by such theorists as Murray Rothbard and Robert Nozick and their adoption of the words 'libertarian' and 'libertarianism'. It has therefore now become necessary to distinguish between their right libertarianism and the left libertarianism of the anarchist tradition".
  - Newman, Saul (2010). The Politics of Postanarchism, Edinburgh University Press. p. 43. ISBN 0748634959, ISBN 978-0748634958. "It is important to distinguish between anarchism and certain strands of right-wing libertarianism which at times go by the same name (for example, Murray Rothbard's anarcho-capitalism). There is a complex debate within this tradition between those like Robert Nozick, who advocate a 'minimal state', and those like Rothbard who want to do away with the state altogether and allow all transactions to be governed by the market alone. From an anarchist perspective, however, both positions—the minimal state (minarchist) and the no-state ('anarchist') positions—neglect the problem of economic domination; in other words, they neglect the hierarchies, oppressions, and forms of exploitation that would inevitably arise in a laissez-faire 'free' market. [...] Anarchism, therefore, has no truck with this right-wing libertarianism, not only because it neglects economic inequality and domination, but also because in practice (and theory) it is highly inconsistent and contradictory. The individual freedom invoked by right-wing libertarians is only a narrow economic freedom within the constraints of a capitalist market, which, as anarchists show, is no freedom at all".